# Frank Ifield
Frank Ifield (volledige naam: Francis Edward Ifield) (Coventry, 30 november 1937 – Sydney, 18 mei 2024) was een Engelse zanger en presentator, die in Australië woonde. Sinds 1982 zong hij niet meer. Hij zong  country- en easy listening-muziek. In de vroege jaren zestig was hij in het Verenigd Koninkrijk heel populair. In de jaren 1962 en 1963 haalde hij viermaal de eerste plaats in de UK Singles Chart.

## Carrière
Ifield bracht zijn eerste tien levensjaren door in Engeland; daarna verhuisde de familie in 1948 naar Australië. Ze vestigde zich in Dural, ten noordwesten van Sydney. De familie was muzikaal aangelegd. Zijn grootvader zong en danste in een minstrel show. Zijn ouders gaven hem op zijn elfde verjaardag een ukelele cadeau en toen hij twaalf was, gaf zijn grootvader hem een gitaar.
Ifields favoriete muziek was hillbillymuziek, de muziek die later countrymuziek ging heten. Veel mannelijke countryartiesten zongen regelmatig met een kopstem (falset) en Ifield ontdekte dat dit hem goed afging. Hij leerde zichzelf ook jodelen. In vrijwel al zijn liedjes zong hij stukken met een falsetstem en vaak zat hij dicht tegen jodelen aan. Een echt jodellied is She taught me how to yodel uit 1962, een nummer dat hij trouwens ook in het Duits opnam onder de titel So leicht lernt man das Jodeln, als achterkant van de Duitse persing van I remember you.
Op 13-jarige leeftijd zong hij al countryliedjes in een amateurshow op een Australisch radiostation. Hij ging ook optreden voor publiek. In 1955 mocht hij bij de Australische vestiging van Regal Zonophone zijn eerste single opnemen: Did you see my daddy over there / There’s a love knot in my lariat (Regal Zonophone G25371). Op het eind van de jaren vijftig trad hij ook op Australische tv-zenders op. In 1958 stapte hij over van Regal Zonophone naar Columbia Records. Tot 1968 zouden al zijn Engelse en Australische platen op dat label uitkomen. In dat jaar koos hij Decca Records als platenmaatschappij.
Eind 1959 vloog Frank Ifield terug naar Engeland, waar hij optrad in het London Palladium en diverse televisieshows. Hij koos de orkestleider Norrie Paramor als manager en arrangeur van de nummers die hij zong. Begin 1960 kwam zijn eerste Britse single uit: Lucky devil / Nobody else but you (Columbia DB 4399). De plaat werd met een 22e plaats in de UK Singles Chart al meteen een klein hitje. Daarna kwam hij regelmatig terug in de Britse hitparade. Hij zong vooral liedjes uit het al bestaande countryrepertoire; er zijn maar weinig liedjes speciaal voor hem geschreven. Een enkel liedje (zoals I listen to my heart uit 1962) schreef hij zelf.
De jaren 1962 en 1963 waren zijn gloriejaren. Drie platen op een rij haalden alle drie de eerste plaats in de UK Singles Chart: I remember you, Lovesick blues en The wayward wind. Na een iets minder goed verkochte plaat volgde zijn vierde nummer 1-hit, (I’m) confessin' (that I love you) (zie Lijst van nummer 1-hits in de UK Singles Chart in 1962 en Lijst van nummer 1-hits in de UK Singles Chart in 1963).
I remember you was Ifields best verkochte plaat. Ze was ook zijn eerste en grootste hit in de Verenigde Staten met een vijfde plaats in de Billboard Hot 100. Daarna haalde hij nog driemaal de Amerikaanse hitlijsten. I remember you haalde ook de eerste plaats in de Amerikaanse  easy listening-hitlijst (tegenwoordig de Adult Contemporary geheten). Frank Ifield haalde ook een paar maal de country-hitparade (tegenwoordig de Hot Country Songs). De hoogste notering, een 28e plaats, was voor Call her your sweetheart uit 1966. Ifield trad ook op in de VS. In 1966 werkte hij mee aan het radioprogramma Grand Ole Opry in Nashville (Tennessee). Bij die gelegenheid kreeg hij van gouverneur Frank G. Clement het ereburgerschap van de staat Tennessee.
Tussen 1963 en 1966 kwam Frank Ifield nog wel een paar maal terug in de hitparades, maar de tijd van de grote successen was voorbij. Het hoogst scoorde Don't blame me uit 1964 met een achtste plaats in de UK Singles Chart. Na 1966 bleven de hits uit. Hij bleef echter een veelgevraagd artiest; behalve als zanger werd hij ook regelmatig gevraagd als presentator, bijvoorbeeld van televisieprogramma’s. In 1962 en 1976 deed hij mee aan de Britse voorronde van het Eurovisiesongfestival, maar beide malen verloor hij. In 1965 speelde hij een hoofdrol in de muziekfilm Up jumped a swagman.
1982 was voor Ifield een rampjaar. Zijn vader overleed, zijn huwelijk liep op de klippen en hij liep een zware longontsteking op. Na een longoperatie kreeg hij te horen dat hij nooit meer zou kunnen zingen. Hij vestigde zich weer in Australië.
Sindsdien legt hij zich toe op presenteren van concerten en tv-shows. In 1991 haalde hij weer even de UK Singles Chart (een 40e plaats) met een remix van She taught me how to yodel uit 1962. Ifield noemde zich voor de gelegenheid ‘Frank Ifield featuring The Backroom Boys’ en het liedje was herdoopt in The yodelling song. Op de achterkant stond zijn oude succes I remember you.
In 2005 publiceerde Frank Ifield het eerste deel van zijn autobiografie: I remember me – The first 25 years.
Ifield is een aantal malen onderscheiden. In 2009 ontving hij de medaille van de Orde van Australië.
In Nederland heeft Frank Ifield nooit een hit gehad; wel heeft hij twee keer in de tipparade gestaan. In België haalde Lovesick blues in 1963 de 16e plaats in de Ultratop 50.
Ifield overleed op 18 mei 2024 op 86-jarige leeftijd.

## Discografie

### Singles
| Uitgebracht | Voorkant/achterkant                                             | Hoogste notering Groot-Brittannië | Hoogste notering Verenigde Staten |
| ----------- | --------------------------------------------------------------- | --------------------------------- | --------------------------------- |
| 1960        | Lucky devil / Nobody else but you                               | 22                                | –                                 |
| 1960        | Happy go lucky / Unchained melody                               | –                                 | –                                 |
| 1960        | Gotta get a date / No love tonight                              | 49                                | –                                 |
| 1961        | That's the way it goes / Hoebe Snow                             | –                                 | –                                 |
| 1961        | Life's a holiday / Tobacco Road                                 | –                                 | –                                 |
| 1961        | Your time will come / That's the way it is                      | –                                 | –                                 |
| 1962        | Alone too long / Bigger than you or me                          | –                                 | –                                 |
| 1962        | I remember you / I listen to my heart                           | 1                                 | 5                                 |
| 1962        | Lovesick blues / She taught me how to yodel                     | 1                                 | 44                                |
| 1963        | The wayward wind / I'm smiling now                              | 1                                 | –                                 |
| 1963        | Nobody's darlin' but mine / You don't have to be a baby to cry  | 4                                 | –                                 |
| 1963        | (I’m) confessin' (that I love you) / Waltzing Matilda           | 1                                 | 58                                |
| 1963        | Mule train / One man's love                                     | 22                                | (71)                              |
| 1964        | Don't blame me / Say it isn't so                                | 8                                 | –                                 |
| 1964        | Angry at the big oak tree / Go tell it on the mountain          | 25                                | –                                 |
| 1964        | I should care / Another cup of coffee                           | 33                                | –                                 |
| 1964        | Summer is over / True love ways                                 | 25                                | –                                 |
| 1964        | Don't make me laugh / Without you                               | –                                 | –                                 |
| 1965        | I'm so lonesome I could cry / Lonesome number one               | –                                 | –                                 |
| 1965        | Paradise / Goodbye now                                          | 26                                | –                                 |
| 1965        | I guess / Then came she                                         | –                                 | –                                 |
| 1966        | There'll be another spring / Don't be afraid                    | –                                 | –                                 |
| 1966        | No one will ever know / I'm saving all my love for you          | 25                                | –                                 |
| 1966        | Call her your sweetheart / All my daydreaming                   | 24                                | –                                 |
| 1967        | You came along (from out of nowhere) / And I always will do     | –                                 | –                                 |
| 1967        | Roses, moonlight and one little bottle of wine / Up-up and away | –                                 | –                                 |
| 1967        | All the time / In the snow                                      | –                                 | –                                 |
| 1968        | Some sweet day / Singing the blues                              | –                                 | –                                 |
| 1968        | Morning in your eyes / Oh such a stranger                       | –                                 | –                                 |
| 1968        | The Swiss maid / Baby doll                                      | –                                 | –                                 |
| 1969        | Mary in the morning / Let me into your life                     | –                                 | –                                 |
| 1969        | It's my time / In the snow                                      | –                                 | –                                 |
| 1991        | The yodelling song / I remember you                             | 40                                | –                                 |

### Langspeelplaten
| Uitgebracht | Naam                    | Hoogste notering Groot-Brittannië |
| ----------- | ----------------------- | --------------------------------- |
| 1963        | I remember you          | 3                                 |
| 1963        | Frank Ifield            | –                                 |
| 1963        | Born free               | 3                                 |
| 1964        | Blue skies              | 10                                |
| 1964        | Greatest hits           | 9                                 |
| 1965        | Portrait in song        | –                                 |
| 1965        | Up jumped a swagman     | –                                 |
| 1967        | Tale of two cities      | –                                 |
| 1968        | The singer and the song | –                                 |
| 1975        | Joanne                  | –                                 |

In 1964 bracht Vee-Jay Records, die de Amerikaanse versie van Ifields platen op de markt bracht, in de Verenigde Staten een lp uit met acht nummers van Frank Ifield en vier nummers van The Beatles: Jolly What! England's Greatest Recording Stars: The Beatles and Frank Ifield on Stage. Vee-Jay had toen (tijdelijk) de Amerikaanse rechten van een aantal Beatlesnummers. Overigens zijn alle nummers op de plaat studio-opnamen.

### Cd’s (selectie)
- 1997: The essential collection (20 nummers)
- 2005: The complete A-sides and B-sides (3 cd’s, 64 nummers)
- 2006: The yodelling cowboy years (31 nummers)
- 2013: Rarities (2 cd’s, 59 nummers)

### NPO Radio 2 Top 2000
Van Frank Ifield stond alleen I Remember You in 2000 in de NPO Radio 2 Top 2000, op plek 1967.
- Bibsys: 7072216
- Bibliothèque nationale de France: cb14053019w (data)
- Gemeinsame Normdatei: 131479504
- International Standard Name Identifier: 0000 0000 6309 9969
- Library of Congress Control Number: no98034456
- MusicBrainz: 7fb61f7b-2ad3-4d5b-96fd-5c5327456abb
- Nationale Bibliotheek van Tsjechië: xx0184135
- Nationale bibliotheek van Australië: 35874843
- Nationale Bibliotheek van Polen: a0000003506798
- Nederlandse Thesaurus van Auteursnamen: 098022040
- Istituto Centrale per il Catalogo Unico: MILV347986
- SNAC: w6g6030g
- Museum of New Zealand Te Papa Tongarewa: 18116
- Trove: 578159
- Virtual International Authority File: 42972311
- WorldCat: E39PBJrC9cMBcRhfr6ry3tw6Kd